# Samsung Securities Cup
Samsung Securities Cup — международный профессиональный теннисный турнир, проходящий в сентябре-октябре на хардовых кортах Сеула (Республика Корея). Мужская часть турнира проводится с 2000 года и включена в календарь Мирового тура ATP Challenger, женская впервые проведена в 2011 году и входит в календарь турниров Международной федерации тенниса (ITF). Общий призовой фонд в 2013 году составил 75 тысяч долларов США, из которых пятьдесят тысяч распределяются между участниками мужского, а 25 тысяч — между участницами женского турнира. В основной сетке обоих турниров участвуют по 32 игрока в одиночном разряде и по 16 пар.

## Победители и финалисты
Абсолютным рекордсменом турнира является хозяин корта Ли Хён Тхэк, семь раз побеждавший в одиночном разряде и один раз в парном. Три раза побеждал в одиночном разряде представитель Тайваня Лу Яньсюнь; также на его счету два парных титула.
В первый год проведения женского турнира все четыре финалистки в парном разряде представляли Южную Корею. У мужчин, кроме Ли Хён Тхэка, никто из представителей страны-организатора в финалах не играл. Игорь Куницын и Нигина Абдураимова являются единственными теннисистами, представлявшими страны бывшего СССР, сыгравшими в титульном матче.

### Одиночный разряд

#### Мужчины
| Год  | Победитель      | Финалист                | Счёт в финале  |
| ---- | --------------- | ----------------------- | -------------- |
| 2013 | Душан Лайович   | Юлиан Райстер           | Без игры       |
| 2012 | Лу Яньсюнь (3)  | Юити Сугита             | 6-3, 7-64      |
| 2011 | Лу Яньсюнь (2)  | Ван Юйцзо               | 7-5, 6-3       |
| 2010 | Лу Яньсюнь      | Кевин Андерсон          | 6-3, 6-4       |
| 2009 | Лукаш Лацко     | Душан Лойда             | 6-4, 6-2       |
| 2008 | Ли Хён Тхэк (7) | Иво Минарж              | 6-4, 6-0       |
| 2007 | Дуди Села       | Константинос Икономидис | 6-4, 6-4       |
| 2006 | Ли Хён Тхэк (6) | Бьорн Фау               | 6-2, 6-2       |
| 2005 | Ли Хён Тхэк (5) | Николя Томан            | 4-6, 6-1, 7-66 |
| 2004 | Ли Хён Тхэк (4) | Жан-Рене Линар          | 3-6, 7-5, 6-2  |
| 2003 | Ли Хён Тхэк (3) | Деннис ван Схеппинген   | 6-3, 6-3       |
| 2002 | Вернер Эшауэр   | Игорь Куницын           | 6-2 — отказ    |
| 2001 | Ли Хён Тхэк (2) | Гуити Мотомура          | 6-3, 6-4       |
| 2000 | Ли Хён Тхэк     | Радек Штепанек          | 6-4, 6-4       |

#### Женщины
| Год  | Победительница | Финалистка   | Счёт в финале |
| ---- | -------------- | ------------ | ------------- |
| 2013 | Хан На Рэ      | Ким Да Хйе   | 6-4, 6-4      |
| 2012 | Эрика Сэма     | Май Минокоси | 6-1, 7-5      |
| 2011 | Се Шувэй       | Юрика Сэма   | 6-1, 6-0      |

### Парный разряд

#### Мужчины
| Год  | Победители                          | Финалисты                           | Счёт в финале     |
| ---- | ----------------------------------- | ----------------------------------- | ----------------- |
| 2013 | Марин Драганя Мате Павич            | Ли Синьхань Пэн Сяньинь             | 7-5, 6-2          |
| 2012 | Ли Синьхань Пэн Сяньинь             | Лим Ён Гю Нам Джи Сун               | 7-63, 7-5         |
| 2011 | Санчай Ративатана Сончат Ративатана | Пурав Раджа Дивидж Шаран            | 6-4, 7-63         |
| 2010 | Рамиз Джунейд Франк Мозер           | Вашек Поспишил Адиль Шамасдин       | 6-3, 6-4          |
| 2009 | Рик де Вуст (2) Лу Яньсюнь (2)      | Санчай Ративатана Сончат Ративатана | 7-65, 3-6, [10-6] |
| 2008 | Лукаш Кубот Оливер Марах            | Санчай Ративатана Сончат Ративатана | 7-5, 4-6, [10-6]  |
| 2007 | Рик де Вуст Лу Яньсюнь              | Санчай Ративатана Сончат Ративатана | 6-3, 7-5          |
| 2006 | Александр Пейя (2) Бьорн Фау (2)    | Флорин Мерджа Данаи Удомчоке        | 6-4, 6-2          |
| 2005 | Александр Пейя Бьорн Фау            | Рик де Вуст Лукаш Кубот             | 0-6, 6-4, [10-7]  |
| 2004 | Роберт Линдстедт Эшли Фишер (2)     | Юхан Ландсберг Томас Симада         | 7-5, 7-60         |
| 2003 | Алекс Ким Ли Хён Тхэк               | Алекс Богомолов Джефф Залценстайн   | 1-6, 6-1, 6-4     |
| 2002 | Джеймон Крабб Марк Нильсен          | Федерико Браун Рогир Вассен         | Без игры          |
| 2001 | Ярослав Левинский Франтишек Чермак  | Ив Аллегро Марко Кьюдинелли         | 5-7, 7-68, 6-3    |
| 2000 | Тим Крайтон Эшли Фишер              | Ота Фукарек Франтишек Чермак        | 6-4, 6-4          |

#### Женщины
| Год  | Победительницы                        | Финалистки            | Счёт в финале     |
| ---- | ------------------------------------- | --------------------- | ----------------- |
| 2013 | Хан На Рэ Ю Ми                        | Ким Сун Чун Ю Мин Хва | 2-6, 6-3, [10-6]  |
| 2012 | Нигина Абдураимова Винъяу Венис Чжань | Ким Джи Юн Ю Ми       | 6-4, 2-6, [12-10] |
| 2011 | Кан Со Кён Ким На Ри                  | Ким Джи Юн Ю Ми       | 5-7, 6-1, [10-7]  |